# Yeangder Tournament Players Championship
Het Yeangder Tournament Players Championship is een jaarlijks golftoernooi in Taiwan, dat deel uitmaakt van de Aziatische PGA Tour. Het werd opgericht in 2010 en wordt sindsdien gespeeld op de Linkou International Golf & Country Club in de hoofdstad Taipei.
Het toernooi wordt gespeeld in een strokeplay-formule van vier ronden en na de tweede ronde wordt de cut toegepast.

## Winnaars
| Jaar | Winnaar            | Score | Score | Info                                   |
| ---- | ------------------ | ----- | ----- | -------------------------------------- |
| 2010 | Thaworn Wiratchant | 206   | –10   | 54-holes (tropische cycloon op zondag) |
| 2011 | Wei-chih Lu        | 283   | –5    | [ 2 ]                                  |
| 2012 | Gaganjeet Bhullar  | 204   | –12   | 54-holes (weeromstandigheden)          |
| 2013 | Thaworn Wiratchant | 275   | –13   | [ 4 ]                                  |
| 2014 | Prom Meesawat      | 277   | –11   | [ 5 ]                                  |

| Toernooirecord |  | po = winnaar na play-off |

 Maleisisch Open ·
 Thailand Classic ·
 Indian Open ·
 SAIL-SBI Open ·
 Indonesian Masters ·
 Mauritius Open ·
 Queen's Cup ·
 Omega European Masters ·
 Vascory Classic ·
 Chiangmai Golf Classic
EurAsia Cup